# Christiane Lind
Christiane Lind (* 1964) ist eine deutschsprachige Autorin. Sie veröffentlichte Romane und Kurzgeschichten-Sammlungen.

## Biographie
Christiane Lind wuchs im niedersächsischen Zonenrandgebiet auf, studierte Sozialwissenschaften an der Universität Göttingen und promovierte an der Universität Kassel. Heute lebt sie abwechselnd in Duisburg und in Kassel. Lind promovierte in den Sozialwissenschaften und arbeitete in unterschiedlichen Berufen, bis sie sich als Sozialforscherin selbstständig machte. Sie veröffentlichte vier Fachbücher und einige Artikel in Fachzeitschriften.
Seit 2005 verfasst sie unter dem Pseudonym „Chris Lind“ Kurzgeschichten und weitere Texte. Inzwischen hat sie mehr als 40 Geschichten in Anthologien veröffentlicht und kleinere Literaturpreise gewonnen. Im Juni 2010 ist ihr Romandebüt Die Geliebte des Sarazenen im Rowohlt Verlag erschienen.

## Preise
- 2010: 3. Platz beim 3. Literaturwettbewerb Timmendorfer Strand 2009 „Spuren“ mit Noch einmal Niendorf
- 2010: Preisträgerin des 7. Literaturwettbewerb der Bayreuther „Festspielnachrichten“ mit Wem kannst du vertrauen?
- 2009: Zweitplatzierte beim Literatur Twitter im Rahmen des 2. Literaturpreises Der Duft des Doppelpunktes
- 2008: Deutscher Phantastik-Preis 2008 in der Kategorie „Beste Anthologie“ für Drachenstarker Feenzauber, Hrsg. v. Petra Hartmann (mit Chris Linds Story: Der Sommer des Elefanten)
- 2007: 1. Preis für die Geschichte Muttertag beim 1. Herforder Schreibwettbewerb

## Romane

### Als Christiane Lind
- Die Geliebte des Sarazenen (Rowohlt, 2010)
- Weiße Rosen auf der Titanic (PersonalNovel Verlag, 2012)
- Weihnachtspunsch und Weihnachtskater. Katzengeschichten zum Fest (Rowohlt, 2012)
- Das Haus auf der Blumeninsel (Knaur, 2013)
- Endlich Schnurrlaub. Katzen auf Reisen (Rowohlt, 2014)

### Als Chris Lind
- Kein Gott wie jeder andere (Sieben-Verlag, 2014)

### Als Laura Antoni
- Im Land der Kaffeeblüten (Thienemann, 2012)

### Als Charlotte Leonhard
- Die Verwegene (Aufbau Verlag, 2022)